# Yovani Gallardo
Yovani Gallardo (ur. 27 lutego 1986) – meksykański baseballista, który występował na pozycji miotacza.

## Przebieg kariery
W 2004 został wybrany w drugiej rundzie draftu przez Milwaukee Brewers i początkowo grał w klubach farmerskich tego zespołu, między innymi w Nashville Sounds, reprezentującym poziom Triple-A. W Major League Baseball zadebiutował 18 czerwca 2007 w meczu przeciwko San Francisco Giants, w którym zaliczył wygraną, zaś w pierwszym podejściu do odbicia zaliczył RBI double. 29 kwietnia 2009 w meczu z Houston Astros zaliczył pierwszy pełny mecz w MLB. W kwietniu 2010 podpisał nowy, pięcioletni kontrakt wart 30,1 miliona dolarów.
28 maja 2010 w meczu przeciwko New York Mets rozegrał pierwszy w MLB complete game shutout. W lipcu 2010 został powołany do Meczu Gwiazd, jednak nie wystąpił z powodu kontuzji. W sezonie 2010 został wybrany najlepszym uderzającym spośród miotaczy i otrzymał nagrodę Silver Slugger Award.
W marcu 2013 był w składzie reprezentacji Meksyku na turnieju World Baseball Classic. 29 kwietnia 2013 w meczu z Pittsburgh Pirates zdobył 12. home runa w MLB i był wówczas najlepszy pod tym względem spośród aktywnych miotaczy.
27 maja 2014 w meczu z Baltimore Orioles rozegranym na Miller Park, został wystawiony przez menadżera Brewers Rona Roenicke jako pinch hitter w drugiej połowie dziesiątej zmiany w zamian za closera Francisco Rodrígueza, który w 757 meczach miał jedynie dwa podejścia do odbicia. Przy stanie 6–6 po oddaniu przez miotacza Orioles T.J. McFarlanda bazy za darmo Markowi Reynoldsowi, Gallardo zaliczył RBI double ustalając wynik meczu na 7–6 dla Brewers.
W styczniu 2015 w ramach wymiany zawodników przeszedł do Texas Rangers. W sezonie 2015 wystąpił w 33 meczach jako starter, osiągając bilans W-L 13–11 przy wskaźniku ERA 3,42. 25 lutego 2016 podpisał dwuletni kontrakt wart 22 miliony dolarów z opcją przedłużenia o rok z Baltimore Orioles. 6 stycznia 2017 przeszedł do Seattle Mariners za Setha Smitha. W grudniu 2017 został zawodnikiem Milwaukee Brewers.
W kwietniu 2018 podpisał kontrakt jako wolny agent z Texas Rangers.

## Nagrody i wyróżnienia
| Nagroda/wyróżnienie  | Lata | Źródło |
| All-Star             | 2010 | [ 6 ]  |
| Silver Slugger Award | 2010 | [ 7 ]  |